# Allium bornmuelleri
Allium bornmuelleri là một loài thực vật có hoa trong họ Amaryllidaceae. Loài này được Hayek mô tả khoa học đầu tiên năm 1925.